# Bobojon Gafurov

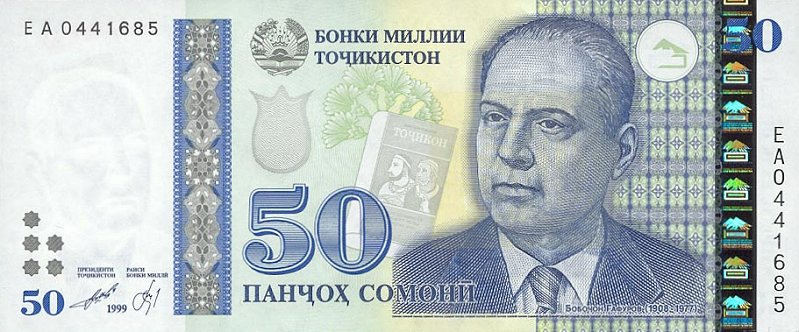
Bobojon Ghafurov på en tadzjikisk sedel som givits ut för att hedra 90-årsdagen av hans födelse.

Bobojon Gafurov, född 18 december 1908 i Chudzjand, Tadzjikistan, död 12 juli 1977 i Dusjanbe, Tadzjikistan, var en tadzjikisk historiker, politiker och författare.

## Biografi
Gafurov föddes i byn Isfisar nära Chudzjand i Tadzjikistan och studerade juridik i Samarkand. Från 1930 arbetade han som regeringstjänsteman i Dusjanbe, samtidigt som han utvecklade sitt intresse för journalistik. År 1931 började han studera på Institutet för journalistik i Moskva där han tog examen 1935. År 1941, efter att ha slutfört forskarutbildning vid Institutet för historia, vid sovjetiska vetenskapsakademin, Moskva, disputerade han på en avhandling om "History of the Isma'ili Sect".
Från 1944 till 1946, var Gafurov andre sekreterare och från augusti 1946 till 24 maj 1956, förste sekreterare i centralkommittén i kommunistpartiet i Tadzjikistan. Från 1956 till slutet av sin liv, tjänstgjorde han som chef för Institutet för orientaliska studier vid vtenskapsakademin i Sovjetunionen, och var också redaktör för Asia and Africa Journal.
Gafurovs energi och administrativa skicklighet bidrog starkt till starten av Tadzjikistans första statliga universitet 1948, och senare till invigningen av en nationell vetenskapsakademi 1951. 
Trots sina många administrativa uppgifter, publicerade Gafurov mer än 500 verk på ryska, tadzjikiska och andra språk. Hans bok Tojikon är särskilt betydelsefull i det moderna Tadzjikistan. I stället för att acceptera att tadzjiker helt enkelt är uzbeker som "glömt sitt språk", som uzbekiska nationalister vanligen hävdar, understryker Gafurov i Tojikon att uzbeker har turkifierats från den ursprungliga iranska befolkningen i Centralasien.
Staden Gafurov och Gafurovdistriktet (formellt känd som Bobojon Gafurovdistriktet), i Sughdprovinsen av Tadzjikistan, är uppkallad efter honom.